# Heinrich Ernst Albers-Schönberg
Heinrich Ernst Albers-Schönberg, född 21 januari 1865 i Hamburg, död 6 juni 1921, tysk radiolog och kirurg.

## Biografi
Mellan åren 1885 och 1891 studerade Albers-Schönberg medicin i Tübingen och Leipzig där han avlade en med. dr-examen 1891. Han insåg tidigt hur viktig Röntgens upptäckt av röntgenstrålarna var och 1897 öppnade han tillsammans med Georg Deycke en privatklinik i Hamburg där de tillämpade radiologisk teknik för invärtesmedicinska syften. Han övergick nu helt till radiologin och grundade samma år tidskriften Fortschritte auf dem Gebiete der Röntgenstrahlen (i samarbete med Deycke). År 1904 vann han pris på världsutställningen i St Louis för sina röntgenbilder.
Albers-Schönberg anställdes 1903 som röntgenolog vid sjukhuset Sankt Georg i Hamburg, fick 1907 professors titel innan han 1919 av Hamburgs universitet utnämndes till Tysklands första professor i röntgenologi.
Hans ypperliga lärobok Die Röntgentechnik har varit av grundläggande betydelse. Hans upptäckt av röntgenstrålningens inverkan på könscellerna fick vittgående följder för skyddstekniken och gav uppslag till användningen av djupbestrålning.
Albers-Schönberg var radiologins stora, centrala ledargestalt under dess första utvecklingsskede och samlade kring sig en krets av läkare, fysiker och tekniska medhjälpare ("Hamburgerskolan"). Som många andra verksamma med strålning under strålningens barndom ådrog sig dock även Albers-Schönberg strålningsrelaterade sjukdomar, bland annat tumörer i axeln och bröstkorgen, vilket orsakade hans tidiga död. Han har också givit namn åt Albers-Schönbergs sjukdom.
Under första världskriget agerade han konsult åt nionde armekåren och förärades för detta en rödakorsmedalj.